# میوزین
میوزین‌ها خانواده‌ای از موتور پروتئین‌ها هستند که با رشته‌های اکتین در ارتباط پیوسته هستند و با به‌کاربردن آدنوزین تری‌فسفات بر روی اکتین حرکت می‌کنند. خانواده میوزین‌ها، دربرگیرنده میوزین‌های گوناگونی هستند که هر یک کارکرد ویژه‌ای دارند و در سلول‌های ویژه‌ای بیان می‌شوند. برای نمونه، میوزین ۲، میوزینی است که در ماهیچه‌ها بیان می‌شود و برای فرایند حرکت ماهیچه‌ها نیاز است. میوزین ۱، میوزینی است که در سلول‌های گوناگون برای حرکت وزیکول‌ها نیاز است. برخی از میوزین‌ها یک زیرواحد دارند و برخی دیگر از میوزین‌ها دو یا چند زیرواحدی هستند و از زنجیره‌های سبک و سنگین درست شده‌اند. هرکدام از آن‌ها می‌توانند با چسبیدن به رشته‌های اکتین با حرکت پارویی شکل، ماهیچه را منقبض کنند.

## میوزین ۲
میوزین ۲، یا میوزین ماهیچه‌ای، از دو زنجیره سنگین و ۴ زنجیره سبک ساخته شده‌است. میوزین‌های ۲، بر پایه زنجیرهٔ سنگین خود نامگذاری می‌شوند.

### زنجیره‌های سبک میوزینی
هر مولکول میوزینی دارای چهار زنجیره سبک است دو تا از آن‌ها پایه‌ای و دوتای دیگر تنظیمی و قابل فسفریله شدن هستند و می‌توانند نقش مهمی در تنظیم برهم‌کنش‌های اکتین-میوزینی و دینامیک ضربه-نیرو داشته باشند. زنجیره‌های سبک مولکول‌های میوزین می‌توانند سرعت حرکت اکتین در سرتاسر میوزین را به صفر کاهش دهند بدون اینکه بر فعالیت ای‌تی‌پاز تأثیری داشته باشد.

### زنجیرهای سبک پایه
ایزوفرم MLC، در حالت پایه می‌تواند سرعت بیشینه کوتاه شدن تار ماهیچه‌ای و سارکومر را کم کند.

### زنجیره‌های سبک تنظیمی
زنجیره‌های سبک تنظیمی، در سنجش با زنجیره سبک پایه دورتر از سر میوزین قرار گرفته‌اند، ولی هنوز هم در شرایطی هستند که دینامیک اکتین و پل عرضی میوزین را کاهش می‌دهند، نقش نخستین آن‌ها تغییر عملکرد پل عرضی از راه فسفریلاسیون آن‌ها است. به نظر می‌رسد فسفریلاسیون MLC حساسیت عناصر انقباضی به کلسیم را افزایش می‌دهد به گونه‌ای که فرآوری نیرو در فرکانس‌های تحریکی پایین و اما نه در تتانی افزایش می‌یابد.

## نگارخانه

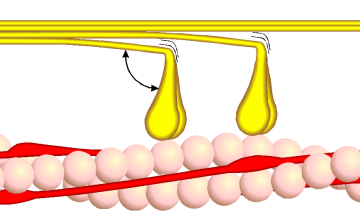
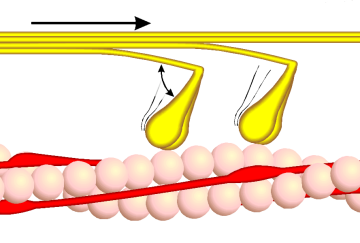
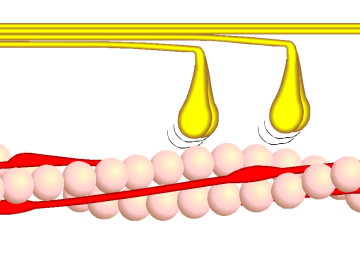
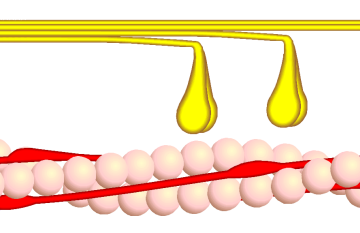